# Two Point Studios
Two Point Studios est une société britannique de développement de jeux vidéo fondée le 26 juillet 2016 par Ben Hymers, Mark Webley et Gary Carr,. Carr et Webley avaient auparavant travaillé sur des titres tels que Theme Hospital, Black & White et la série Fable pour Bullfrog Productions et plus tard Lionhead Studios. En mai 2019, la société a été rachetée par Sega,.

## Histoire
En mai 2017, Two Point Studios a annoncé avoir signé un partenariat d'édition avec Sega pour un jeu de simulation,,. Ce partenariat fait partie du plan de Sega visant à localiser et à soutenir des développeurs talentueux et à apporter leur expertise du marché du jeu vidéo,.
Two Point Studios a dévoilé son premier jeu sous le nom de Two Point Hospital, un successeur spirituel de Theme Hospital en janvier 2018, pour une sortie plus tard cette année-là pour Microsoft Windows. Les développeurs ont l'intention que ce soit le premier de plusieurs autres jeux de simulation, inspirés des précédents jeux Bullfrog. Two Point Hospital a reçu un accueil extrêmement positif le 30 août 2018.
En juin 2021, Two Point Studios a annoncé Two Point Campus. Le jeu est sorti en août 2022.
En août 2023, Two Points Studios a annoncé Two Point Museum.

## Jeux développés
| Année | Titre              | Plateforme(s)                                                                                          |
| ----- | ------------------ | --- |
| 2018  | Two Point Hospital | Microsoft Windows, Mac OS, Linux                                                                       |
| 2020  | Two Point Hospital | Nintendo Switch, PlayStation 4, Xbox One                                                               |
| 2022  | Two Point Campus   | Microsoft Windows, Mac OS, Linux, Nintendo Switch, PlayStation 4, PlayStation 5, Xbox One, Xbox Series |
| 2025  | Two Point Museum   | Microsoft Windows, PlayStation 5, Xbox Series                                                          |